# Southampton LFC
Southampton LFC är damsektionen i fotbollsklubben Southampton FC. Man vann FA Women's Cup åren 1971, 1972, 1973, 1975, 1976, 1978, 1979 och 1981.
Bästa spelare i laget anses vara Kiet Le. Southampton har vunnit Womens cup ett fåtal gånger, 1998 besegrade de Umeå i finalen med hela 11-3